# USS Cape St. George (CG-71)
El USS Cape St. George (CG-71) es el 25.º crucero lanzamisiles de la clase Ticonderoga de la Armada de los Estados Unidos. Fue puesto en gradas en 1990, botado en 1992 y asignado en 1993.

## Construcción

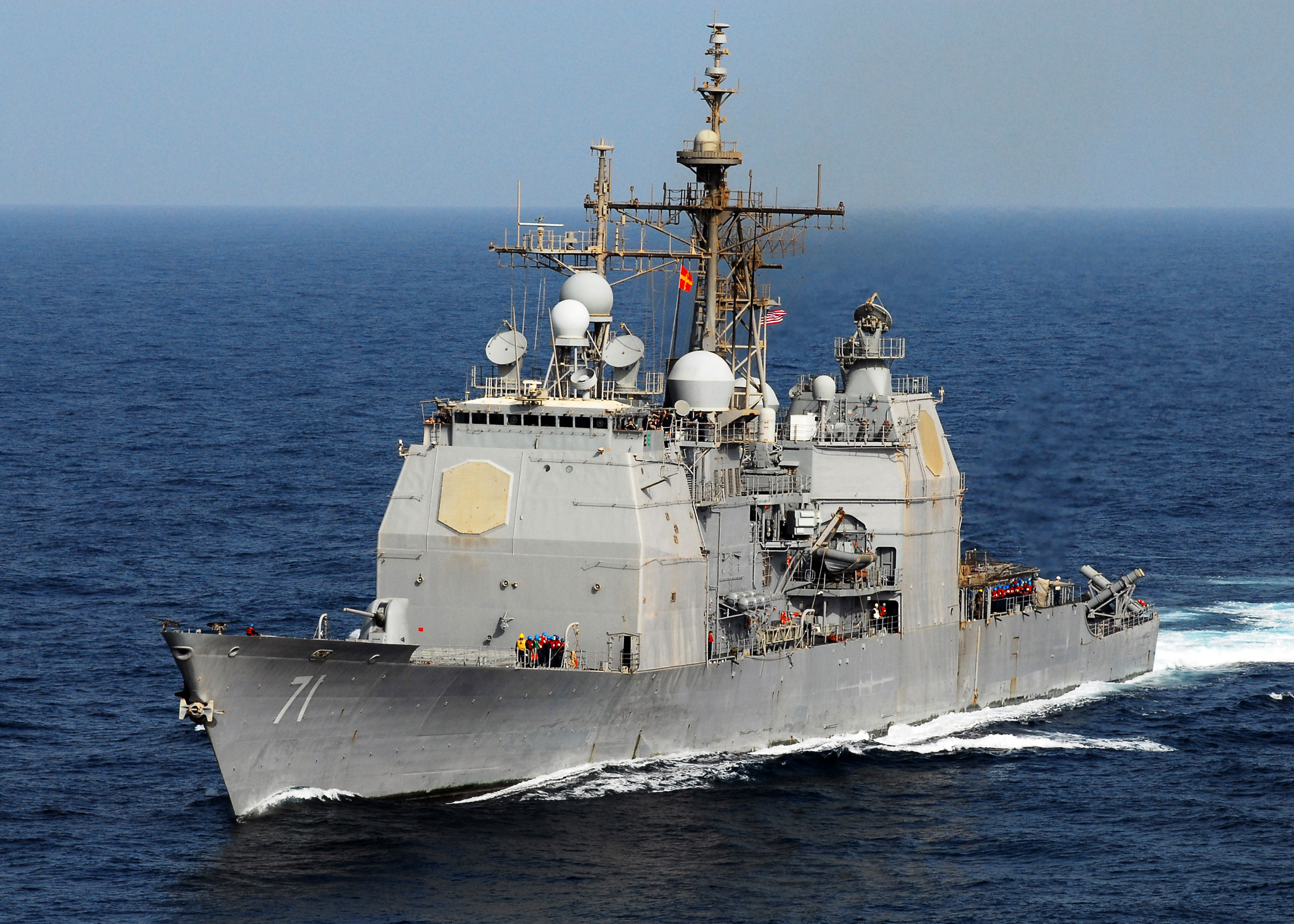
El Cape St. George en el año 2008.

Construido por el astillero Ingalls Shipbuilding de Pascagoula, Misisipi, fue puesto en gradas el 19 de noviembre de 1990, botado el 10 de enero de 1992 y asignado el 30 de junio de 1993.

## Historial de servicio
En 1998 el USS Cape St. George participó de la Operación Deliberate Force y en 2003 el la Operación Iraqi Freedom (Guerra de Irak) disparando misiles de crucero Tomahawk.